# Oliver Savile
Oliver Savile (Buxton, 8 luglio 1989) è un attore britannico noto soprattutto per le sue interpretazioni nel musical. Ha interpretato ruoli principali e secondari in importanti produzioni come Wicked, Les Misérables, Il fantasma dell'opera, Cats, Falsettos, Annie Get Your Gun, Pretty Woman e The Rocky Horror Show.
Oltre al suo lavoro teatrale, Savile è apparso in produzioni televisive e cinematografiche. I suoi ruoli sullo schermo includono Luca nella serie televisiva Ted Lasso e Mike nel film Tomorrow Morning Movie.

## Vita e carriera
Oliver Savile è nato l'8 luglio 1989 a Buxton, nel Derbyshire. Suo padre lavorava nel settore delle vendite e sua madre era impiegata nel settore IT. Ha sviluppato un interesse per la recitazione dopo aver assistito con suo padre a uno spettacolo di Blood Brothers alla Buxton Opera House, che lo ha portato a unirsi a un gruppo teatrale locale.
Savile ha parlato apertamente delle sue difficoltà con una grave dislessia, che ha contribuito al suo insuccesso negli esami GCSE. Dopo aver ripetuto gli esami, si è iscritto a un corso BTEC in Musical Theatre. Nel 2007, è stato accettato alla Mountview Academy of Theatre Arts, dove ha conseguito una laurea in Musical Theatre, sebbene la sua intenzione iniziale fosse stata quella di studiare teatro.
Poco prima di completare la sua formazione nel 2010, è stato scelto per il ruolo di uno dei fratelli in Joseph and the Amazing Technicolor Dreamcoat. Poco dopo, è apparso al Theatre Royal di Wakefield in La bella addormentata nel bosco. Nel 2011, si è unito al tour internazionale di Mamma Mia! come membro dell'ensemble, fungendo anche da sostituto per il ruolo di Sky. Nel 2012, è apparso nel musical Monkey Business, basato sulla biografia di The Monkees, interpretando William/Peter Tork. Nello stesso anno, ha interpretato Enjolras in Les Misérables al Queen's Theatre. In numerose interviste, ha rivelato di essere caduto una volta nella buca dell'orchestra, atterrando sulla sua rete di sicurezza, durante una matinée di Les Misérables, un fatto che considera uno dei suoi più significativi incidenti sul palco.
Dopo la sua interpretazione di Rum Tug Tugger in Cats nel 2013, Savile è stato scelto per Il Fantasma dell'Opera nel 2014 come membro dell'ensemble e sostituto per il ruolo di Raoul. Il suo debutto nel West End è avvenuto nel 2016, quando ha interpretato Fiyero in Wicked all'Apollo Victoria Theatre come parte delle celebrazioni per il decimo anniversario del musical. Nel 2018, ha interpretato Sir Hugo in Knights of the Rose e Robert in Company nel 2018. L'anno successivo è apparso come Whizzer in Falsettos al The Other Palace, al fianco di Daniel Boys, Laura Pitt-Pulford, Joel Montague e Gemma Knight-Jones. Nel 2019, è stato scelto per il ruolo di Gideon nel musical di Sting The Last Ship per il suo tour negli Stati Uniti, che è stato poi interrotto a causa della pandemia di COVID-19.
Durante la pandemia di COVID-19, con le produzioni teatrali sospese e senza un contratto di recitazione, Savile si è formato per diventare arboricoltore certificato e ha lavorato per un'azienda che offriva servizi di manutenzione del verde. Nel 2021, ha fatto una breve apparizione televisiva come Luca nella serie Ted Lasso. Nel 2022, è stato scelto per il ruolo di Frank N. Furter per il tour europeo di The Rocky Horror Show, esibendosi in Germania, Austria e Svizzera. Al ritorno nel Regno Unito, nello stesso anno, ha interpretato il Principe in Emojiland, lavorando insieme a Olly Dobson, Louise Dearman, Hannah Lowther e Natalie Paris. Nel 2023, ha assunto il ruolo di Frank in Annie Get Your Gun al London Palladium, e più tardi nello stesso anno ha iniziato una tournée nel Regno Unito come Edward Lewis in Pretty Woman, al fianco di Amber Davies, Natalie Paris e Ore Oduba. Nel 2024, ha ripreso il ruolo di Frank N. Furter per un secondo tour europeo di The Rocky Horror Show, che si è concluso nella primavera del 2025.
Savile segue uno stile di vita vegano. In precedenza ha avuto una relazione con la collega attrice Melissa James, che aveva conosciuto mentre lavoravano in Cats. In seguito ha iniziato a frequentare l'attrice Sydnie Hocknell, con la quale ha lavorato a Pretty Woman e The Rocky Horror Show. È un appassionato di motociclette e possiede una Triumph Bonneville. È anche un appassionato giocatore di videogiochi.

## Esperienze teatrali
| Anno      | Titolo                                       | Ruolo                 | Posizione                                  |
| --------- | -------------------------------------------- | --------------------- | ------------------------------------------ |
| 2010      | Bella addormentata                           | Principe              | Theatre Royal, Wakefield                   |
| 2010      | Joseph and the Amazing Technicolor Dreamcoat | Fratello/Cover Joseph | Tour nel Regno Unito                       |
| 2011      | Mamma Mia!                                   | Ensemble/Cover Sky    | Tour Internazionale                        |
| 2012      | Monkee Business - Il musical                 | William/Peter Tork    | Tour nel Regno Unito                       |
| 2012      | Les Misérables                               | Enjolras              | Queen's Theatre                            |
| 2013      | Cats                                         | Rum Tug Tugger        | Tour nel Regno Unito                       |
| 2014      | Il fantasma dell'opera                       | Ensemble/Cover Raoul  | Her Majesty's Theatre                      |
| 2015-2016 | Wicked                                       | Fiyero                | Apollo Victoria Theatre                    |
| 2017      | I Wish My Life Were Like A Musical           | Se stesso             | Edinburgh Fringe Festival                  |
| 2018      | Knights of The Rose                          | Sir Hugo              | Arts Theatre                               |
| 2018      | Company                                      | Robert                | Aberdeen Arts Centre                       |
| 2019      | Falsettos                                    | Whizzer               | The Other Palace                           |
| 2019-2020 | The Last Ship                                | Gideon                | Tour nel Regno Unito, Canada e Stati Uniti |
| 2022      | The Rocky Horror Show                        | Frank N. Furter       | Tour in Germania, Austria e Svizzera       |
| 2022      | Emojiland                                    | Principe              | Garrick Theatre                            |
| 2023      | Annie Get Your Gun                           | Frank                 | London Palladium                           |
| 2023      | Pretty Woman                                 | Edward Lewis          | Tour nel Regno Unito e Irlanda             |
| 2024-2025 | The Rocky Horror Show                        | Frank N. Furter       | Tour in Germania, Austria e Svizzera       |

## Filmografia
| Anno | Titolo                 | Ruolo |
| ---- | ---------------------- | ----- |
| 2021 | Ted Lasso              | Luca  |
| 2022 | Tomorrow Morning Movie | Mike  |